# Новотроенка
Новотро́енка ― село в Усть-Калманском районе Алтайского края России. Административный центр Новокалманского сельсовета.

## География
Село находится возле реки Мокрянка, притока реки Выдриха.
Климат
Климат в регионе резко континентальный, соответствует умеренно теплой климатической зоне. В январе средняя температура атмосферы минус 17,7 °C, в июле ― плюс 19,8 °C. Период без морозов составляет 120—130 дней в году. Годовое количество солнечных дней 250—260. За год выпадает от 450 мм до 500 мм осадков, преимущественно в летнее время. Господствующие ветры имеют юго-западное направление.
Расстояние до
- районного центра Усть-Калманка 31 км.
- областного центра Барнаул 170 км.

Уличная сеть
В селе 3 улицы: Центральная, Нижняя и Заречная.
Ближайшие села
Ермачиха 5 км, Алёшиха 7 км, Новокалманка 12 км, Красный Май 13 км, Ельцовка 15 км, огни 16 км, Малая Маралиха 20 км, Новобураново 22 км, Слюдянка 23 км, Усть-Камышенка 25 км, Кабаново 26 км, Восточный 26 км.

## История
Созданное в 1732 году русскими раскольниками село Усть-Калманка и Чарышский форпост, появившийся в 1765 году, послужили причиной основания деревни Новотроенки. Изначально она носила название Ново-Троицкая и располагалась между двумя значимыми населенными пунктами, на дороге, проходящей от села Усть-Калманка до Чарышского, что послужило быстрому развитию села.
В Списках населенных мест Сибирского края 1928 года датой основания села на реке Выдриха указывается 1884 год. Ново-Троицкое относится к Покровскому району Рубцовского округа. На тот момент в селе проживало 1819 человек, насчитывалось 283 двора, работала школа, была лавка общественных потребителей, сельсовет.
Основано в 1884 г. В 1928 г. село Ново-Троицкое состояло из 283 хозяйств, основное население — русские. В административном отношении являлось центром Ново-Троицкого сельсовета Покровского района Рубцовского округа Сибирского края.

## Население
| 1926 | 1997 | 1998 | 1999 | 2000 | 2001 | 2002 |
| ---- | ---- | ---- | ---- | ---- | ---- | ---- |
| 1819 | ↘209 | ↘205 | ↘198 | ↘138 | ↗169 | ↘147 |
| 2003 | 2004 | 2005 | 2006 | 2007 | 2008 | 2009 |
| ↘132 | ↘126 | ↘113 | ↘104 | ↘100 | ↘93  | ↘91  |
| 2010 | 2011 | 2012 | 2013 |      |      |      |
| ↘50  | ↗53  | ↘44  | ↘42  |      |      |      |

## Инфраструктура
МОУ «Ново-троенская ООШ» была закрыта в 2018 году, в связи с малочисленностью населения. В селе осталось почтовое отделение, магазин и школа закрыты, жители пользуются услугами в административном центре и соседних сёлах.
Транспорт
По району проходит автодорога Алейск Чарышское, а также сеть региональных автодорог. Автостанция в Усть-Калманке предоставляет услуги по перевозке пассажиров на 12 междугородных и пригородных маршрутах.
Ближайшая железнодорожная станция находится в городе Алейске, в 60 км от райцентра Усть-Калманка.